# California State Route 1
California State Route 1 (SR 1) – droga stanowa w stanie Kalifornia, w Stanach Zjednoczonych, biegnąca w kierunku północno-południowym, wzdłuż wybrzeża Oceanu Spokojnego. SR 1 na niektórych odcinkach jest oznakowana jako: Pacific Coast Highway (PCH), Cabrillo Highway, Shoreline Highway i Coast Highway. Jej długość wynosi 655,843 mil (1055,477 km)
Północny koniec magistrali znajduje się przy skrzyżowaniu z U.S. Route 101 w pobliżu miasta Leggett, w Hrabstwie Mendocino. Południowy koniec magistrali znajduje się przy skrzyżowaniu z autostradą międzystanową nr 5, w mieście Dana Point, w Hrabstwie Orange. Część odcinków SR 1 biegnie równolegle z magistralą US 101 – są to głównie odcinki biegnące wzdłuż miast położonych nad Oceanem Spokojnym, m.in. odcinek SR 1/US 101 biegnący przez hrabstwa Ventura i Santa Barbara o długości 54 mil (87 km) i odcinek biegnący przez most Golden Gate.
California State Route 1 jest znana na całym świecie, ponieważ biegnie wzdłuż jednej z najładniejszych linii brzegowych w Stanach Zjednoczonych. Dzięki temu została oznaczona jako All-American Road. Oprócz tego, SR 1 służy również jako jedna z głównych arterii drogowych biegnących przez obszary metropolitalne Los Angeles i San Francisco.